# Калабо
Калабо — поселение в округе северо-западе Западной провинции Замбии. Находится у реки Лаунгинга. В Калабо располагается отдел управления одноимённого округа, население которого, по данным 2000 года, составляют 114 806 жителей.
Река Лаунгинга около Калабо имеет высокий уровень воды и часто затапливает дорожные пути, представляющие собой глубокие плотные слои песка. Переезды через реку представляют большую опасность. В связи с этим Сообществом развития Юга Африки была запланирована постройка дороги от Монгу до Анголы. Территория, по которой должна проходить дорога, мало населена, преобладает дикая природа.
В Калабо находятся отделы управления округом и национальным парком Луива. Здесь также располагается взлётно-посадочная полоса длиной 1 км, речной порт, областной рынок, здравоохранительный центр, школы. Так как путешествия в Калабо связаны с многочисленными трудностями, туризм здесь развит плохо.